# 长柄女贞
长柄女贞（学名：Ligustrum longipedicellatum）为木犀科女贞属的植物。分布在中国大陆的广东等地，生长于海拔500米至750米的地区，常生长在山谷沙土林中，目前尚未由人工引种栽培。

## 别名
水蜡树（广东） 白颜香（广东）